# Tellières-le-Plessis
Tellières-le-Plessis är en kommun i departementet Orne i regionen Normandie i nordvästra Frankrike. Kommunen ligger i kantonen Courtomer som tillhör arrondissementet Alençon. År 2022 hade Tellières-le-Plessis 72 invånare.

## Befolkningsutveckling
Antalet invånare i kommunen Tellières-le-Plessis
| Referens: INSEE |